# Altstädtisches Rathaus (Braunsberg)

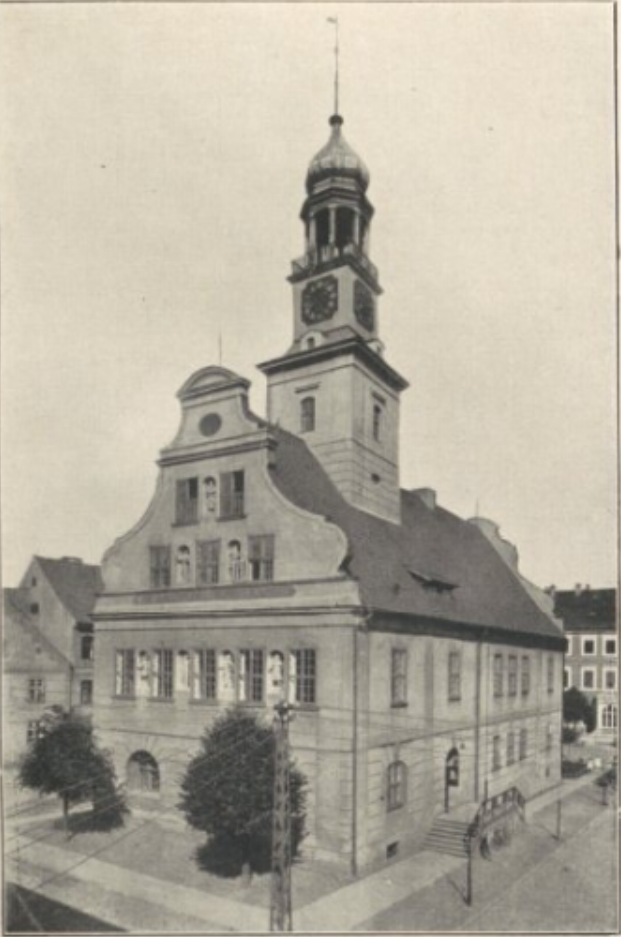
Altstädtisches Rathaus Braunsberg

Das Altstädtische Rathaus in Braunsberg, dem heutigen polnischen Braniewo, wurde nach Kriegszerstörungen 1945 abgetragen.

## Geschichte

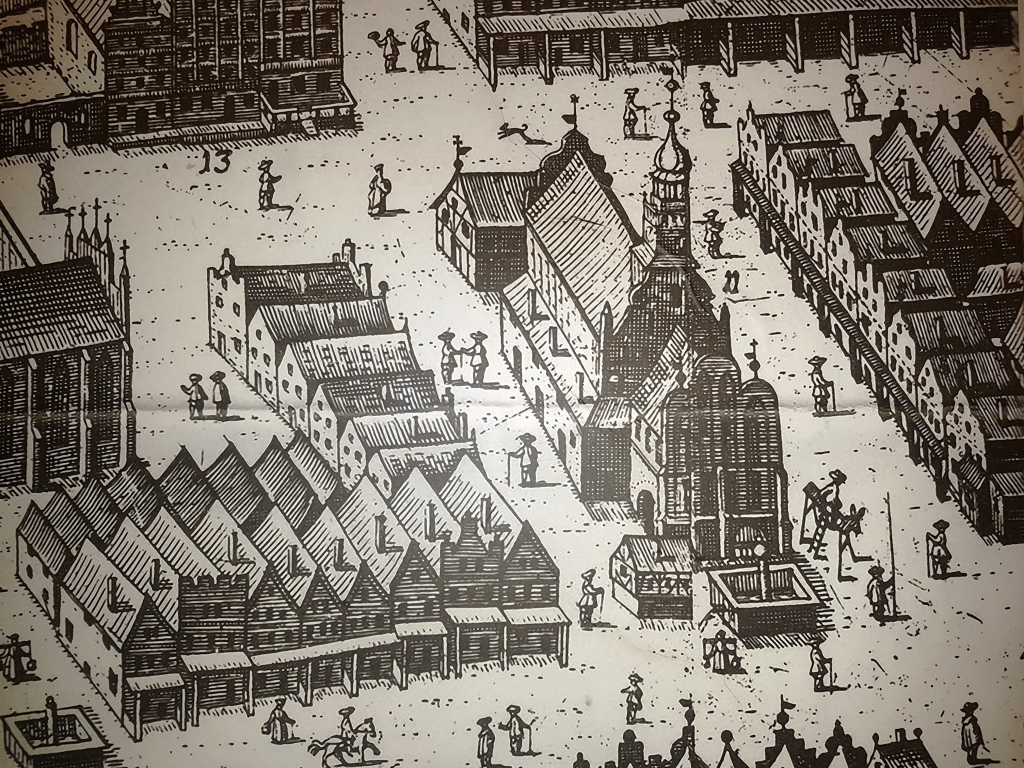
Braunsberger Rathaus auf dem Stadtplan von 1635

Der bis 1945 bestehende Bau wurde in der zweiten Hälfte des 14. Jahrhunderts an Stelle eines älteren und kleineren Vorgängerbaus errichtet und ist 1364 erstmals urkundlich erwähnt. Um 1440/50 wurde die Rathausglocke, mit niederdeutscher Inschrift, gegossen. Das Rathaus wurde 1563 erneuert, 1610 wurden Giebel und Glockenturm neuerrichtet. In den Jahren 1739–41 wurde der Bau im Stil des Barock umgebaut. Nach schweren Kriegsschäden wurde die Ruine 1945 vollständig abgebrochen. Heute ist geplant, den Bau zu rekonstruieren.
Im Oktober 2022 begannen archäologische Vorarbeiten für dieses Vorhaben.

## Bauwerk
Das Rathaus Braunsberg war ein typischer mittelgroßer Rathausbau des Preußenlands: ein unterkellerter Saalgeschossbau über längsrechteckigem Grundriss mit vorgebauter Laube. Eine Laube war bei den in der Marktmitte stehenden Rathäusern Preußens sehr ungewöhnlich. Möglicherweise ging dies darauf zurück, dass nach dem lübischen Recht Gerichtsverhandlungen unter einer offenen Laube stattfanden. Das landesübliche Kulmer Recht kannte diese Tradition nicht.
Der Hauptbau war mit mehreren spitzbogigen Fenstern und Blenden vielfältig gegliedert. Der Außenbau hatte an den Langseiten regelmäßig gereihte spitzbogige Fenster, mit acht Achsen im Westen und sieben im Osten. Ein Sockelrücksprung, ein Kaffgesims und ein Traufgesims gliederten den Bau horizontal.
Im Inneren bestand im Erdgeschoss ein großer, flach gedeckter Raum im Norden, das Hauptportal war von außen über eine Freitreppe erreichbar. Auf der südlichen Seite hatte der Bau vermutlich zwei kleinere Räume abgeteilt. Sieben kleine spitzbogige Fenster in der Westwand sorgten für Beleuchtung. Das Erdgeschoss wurde wohl als Zeughaus genutzt. Im Obergeschoss befand sich ursprünglich wohl nur ein großer Saal, der von neunzehn Fenstern von allen Seiten beleuchtet wurde und als Versammlungs- und Gesellschaftssaal genutzt wurde. Die im Süden vorgelagerte Laube war im Erdgeschoss eine nach drei Seiten offene Gerichtshalle mit Strebepfeilern an den Kanten und in der Mitte. Im Obergeschoss befand sich die Ratsstube. Sie verfügte auf drei Seiten über Fenster und war durch ein spitzbogiges Portal mit dem Saal verbunden. Der Nordgiebel war ein fünfachsiger Staffelgiebel mit durchlaufenden Spitzbogenblenden, in denen kleinere gestapelte Blenden und Fenster saßen. Im Keller befanden sich das Gefängnis, ein Weinausschank und Lagerräume.